# Szczepan Łazarkiewicz

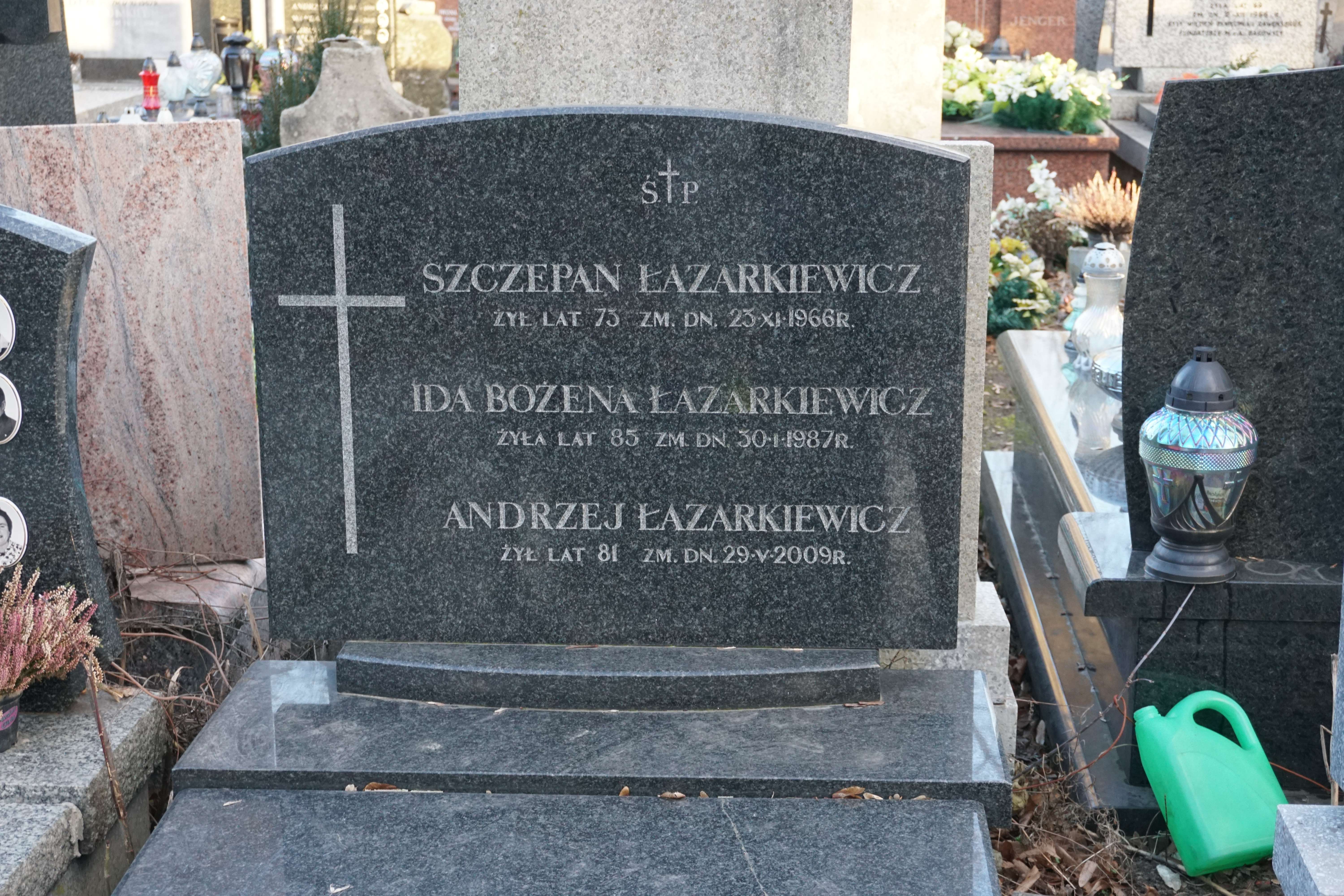
grób Szczepana Łazarkiewicza na cmentarzu Bródnowskim

Szczepan Łazarkiewicz (ur. 5 grudnia 1893 w Warszawie, zm. 23 listopada 1966 w Warszawie) – polski konstruktor i wynalazca.

## Życiorys
Pracę zawodową rozpoczął w zakładach mechanicznych Bormanna i Szwedego w Warszawie, następnie pracował w fabryce Stefana Twardowskiego, gdzie w 1922 otrzymał stanowisko głównego konstruktora. Specjalnością Szczepana Łazarkiewicza była konstrukcja pomp śmigłowych i diagonalnych. Całą wiedzę na temat konstrukcji pomp zdobył poprzez samokształcenie. Konstrukcje jego pomysłu wdrażano w większości polskich cukrowni, w kopalniach i zakładach wodociągowych. Poza pompami konstruował również sprężarki gazowe, dmuchawy i turbiny parowe małej mocy. Był pierwszym konstruktorem w Polsce, który opracował metody produkcji dużych pomp wodnych. Od 1945 związany był z Warszawską Fabryką Pomp.
Był autorem wydanej w 1957 książki „Pompy, Sprężarki, Wentylatory” i współautorem (z Adamem Troskolańskim) wydanej w 1966 "Nowoczesne kierunki w konstrukcji pomp wirowych”.
Mieszkał w kamienicy przy ul. Sprzecznej 8
Pochowany na cmentarzu Bródnowskim w Warszawie (kwatera 16G-7-18).